# Ruth Dajan

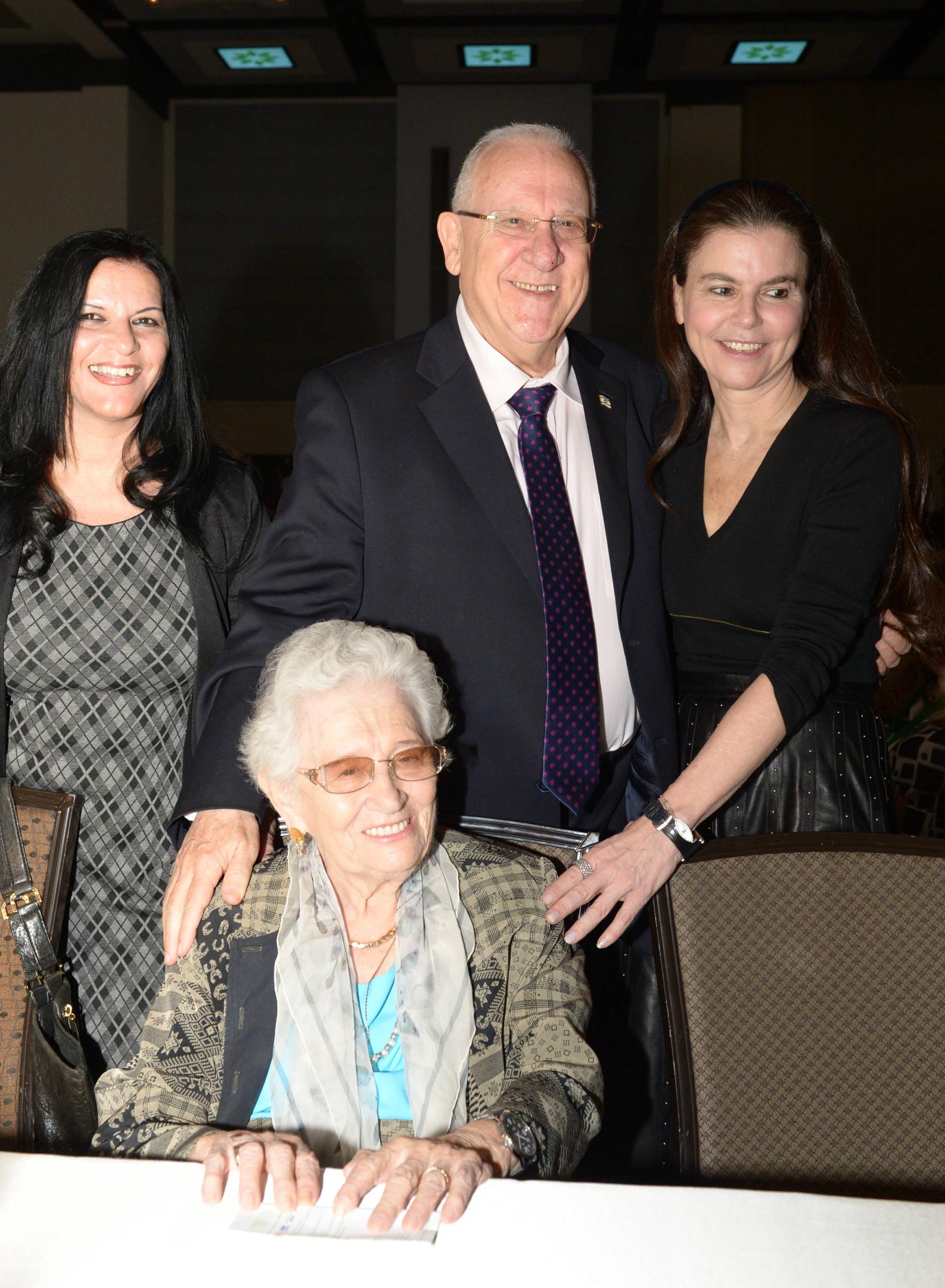
Ruth Dajan bei einem Empfang im Dezember 2014, hinter ihr der israelische Staatspräsident Reuven Rivlin

Ruth Dajan, geborene Ruth Schwartz (hebräisch רות דיין; * 6. März 1917 in Haifa; † 5. Februar 2021 in Tel Aviv), war eine israelische Modedesignerin und Aktivistin für politische und soziale Themen ihrer Heimat.

## Leben
Ruth Schwartz war eine von zwei Töchtern des Rechtsanwalts Zvi Schwartz und dessen Frau Rachel, einer Einwandererfamilie in Jerusalem aus dem heute westukrainischen Nowoselyzja und aus der moldawischen Hauptstadt Chișinău. Als Ruth zwei Jahre alt war, zog die Familie nach England und als sie zehn Jahre alt war, kehrte die Familie wieder zurück nach Jerusalem. Ihre Schwester Reuma heiratete später den späteren Luftwaffengeneral und israelischen Staatspräsidenten Ezer Weizman, einen Neffen des ersten israelischen Präsidenten Chaim Weizmann.
Als siebzehnjährige Auszubildende in der Landwirtschaft in Nahalal lernte Ruth Mosche Dajan kennen; sie heiratete 1935 den späteren General und Generalstabschef sowie israelischen Verteidigungs- und Außenminister. Das Paar zog in den Moschaw Nahalal östlich von Haifa. Dort wurden drei Kinder geboren, die Parlamentarierin Jael Dajan, der Schriftsteller Ehud Dajan und der 2014 verstorbene Schauspieler und Filmregisseur Assi Dajan (1945–2014). Anfang der 1970er-Jahre trennte sich das Ehepaar Dajan; 1973 verarbeitete sie die Trennung als Mitautorin in einem biografischen Werk.
Nach einem Umzug nach Tzahala, heute ein Stadtteil von Tel Aviv, gründete Dajan 1954 das Modelabel Maskit, eine Einrichtung, die sich um Mode unter Einbeziehung der verschiedenen Traditionen der Neueinwanderer und Erhalt der künstlerischen Fertigkeiten dieser Gruppen bemüht. Das Modehaus besteht noch heute und verbindet noch immer modernes Design mit jüdischen Traditionen aus verschiedensten Ländern. Ein weiterer Aspekt war für die Gründerin die Notwendigkeit, für die Frauen der Neuankömmlinge Arbeitsplätze zu schaffen. 1994 wurde das Unternehmen geschlossen und 2013 neu gegründet.
Dajan engagierte sich sowohl für Frauenrechte als auch für die Aussöhnung zwischen Israelis und Arabern. Sie gründete die arabisch-jüdische Frauenvereinigung Brit Bnei Shem/Ibnaa Sam. Dajan pflegte gute Kontakte mit Musa Alami in Amman. Sie kümmerte sich um die Beduinen Israels und richtete in dem jüdisch-arabischen Genossenschaftsdorf Newe Schalom (arabisch: Wahat as-Salam) 1978 zusammen mit der palästinensischen Dichterin und Nationalistin Raymonda Tawil einen Friedenshain ein. Tawil stammt aus einer alten christlichen Familie Ost-Jerusalems und ist Mutter von Suha at-Tawil, der Ehefrau des Palästinenserführers Jassir Arafat.
Ruth Dayan starb Anfang Februar 2021 im Alter von 103 Jahren in Tel Aviv.

## Preise und Auszeichnungen
- Partners of Peace-Preis der Gemeinde Newe Schalom/Wahat as-Salam (2007)
- Ehrenbürgerin der israelischen Stadt Herzlia (2010)
- Ehrendoktorwürde der Ben-Gurion-Universität im Negev
- Yigʾal Allon Prize
- Solomon Bublick Award der Hebräischen Universität Jerusalem

## Veröffentlichungen
- mit Helga Dudman: Or Did I Dream the Dream? The Story of Ruth Dayan. Weidenfeld and Nicolson, London 1973, ISBN 0-297765256.
  - deutsch: War alles nur ein Traum?. Hoffmann und Campe, Hamburg 1974, ISBN 3-455-01365-1.
- Crafts of Israel, mit Wilburt Feinberg. Macmillan, New York City, USA, ISBN 0-900063-03-3.
- Lecture on National Crafts among the Israelis & Arabs. One Path to Peace. Anglo-Israel Association, ISBN 0-02-534420-X.